# Johannes Saurer
Johannes Saurer (* 1975) ist ein deutscher Jurist und Hochschullehrer an der Eberhard Karls Universität Tübingen.

## Leben
Saurer studierte Rechtswissenschaften an der Yale University und der Universität Tübingen, wo er 2002 sein Erstes Juristisches Staatsexamen ablegte. Zwei Jahre später promovierte Saurer an der Universität Bayreuth bei Oliver Lepsius zum Dr. jur. 2007 legte er sein Zweites Staatsexamen ab, ein Jahr später erwarb er den Titel des Master of Laws in Yale. Danach kehrte als akademischer Rat an den Lehrstuhl von Lepsius nach Bayreuth zurück, wo er sich seiner Habilitation widmete. Diese schloss er 2011 ab und erhielt die venia legendi für die Fächer Öffentliches Recht, Europarecht und Rechtsphilosophie.
Es folgten Lehrstuhlvertretungen an den Universitäten Berlin, Gießen und Bielefeld. Zum Sommersemester 2013 trat er seinen ersten eigenen Lehrstuhl an der Universität Bielefeld an. Bereits im Sommersemester 2014 verließ er Bielefeld wieder und kehrte an seine alma mater nach Tübingen zurück, wo er seitdem den Lehrstuhl für Öffentliches Recht, Umweltrecht, Infrastrukturrecht und Rechtsvergleichung  innehat.

## Veröffentlichungen (Auswahl)
- Die Funktionen der Rechtsverordnung. Der gesetzgeberische Zuschnitt des Aufgaben- und Leistungsprofils exekutiver Rechtsetzung als Problem des Verfassungsrechts, ausgehend vom Referenzgebiet des Umweltrechts. Duncker & Humblot, Berlin 2005, ISBN 978-3-428-11828-1 (Dissertation).
- Der Einzelne im europäischen Verwaltungsrecht. Die institutionelle Ausdifferenzierung der Verwaltungsorganisation der Europäischen Union in individueller Perspektive. Mohr Siebeck, Tübingen 2014, ISBN 978-3-16-151958-1 (Habilitationsschrift).